# Palacio de Bodman

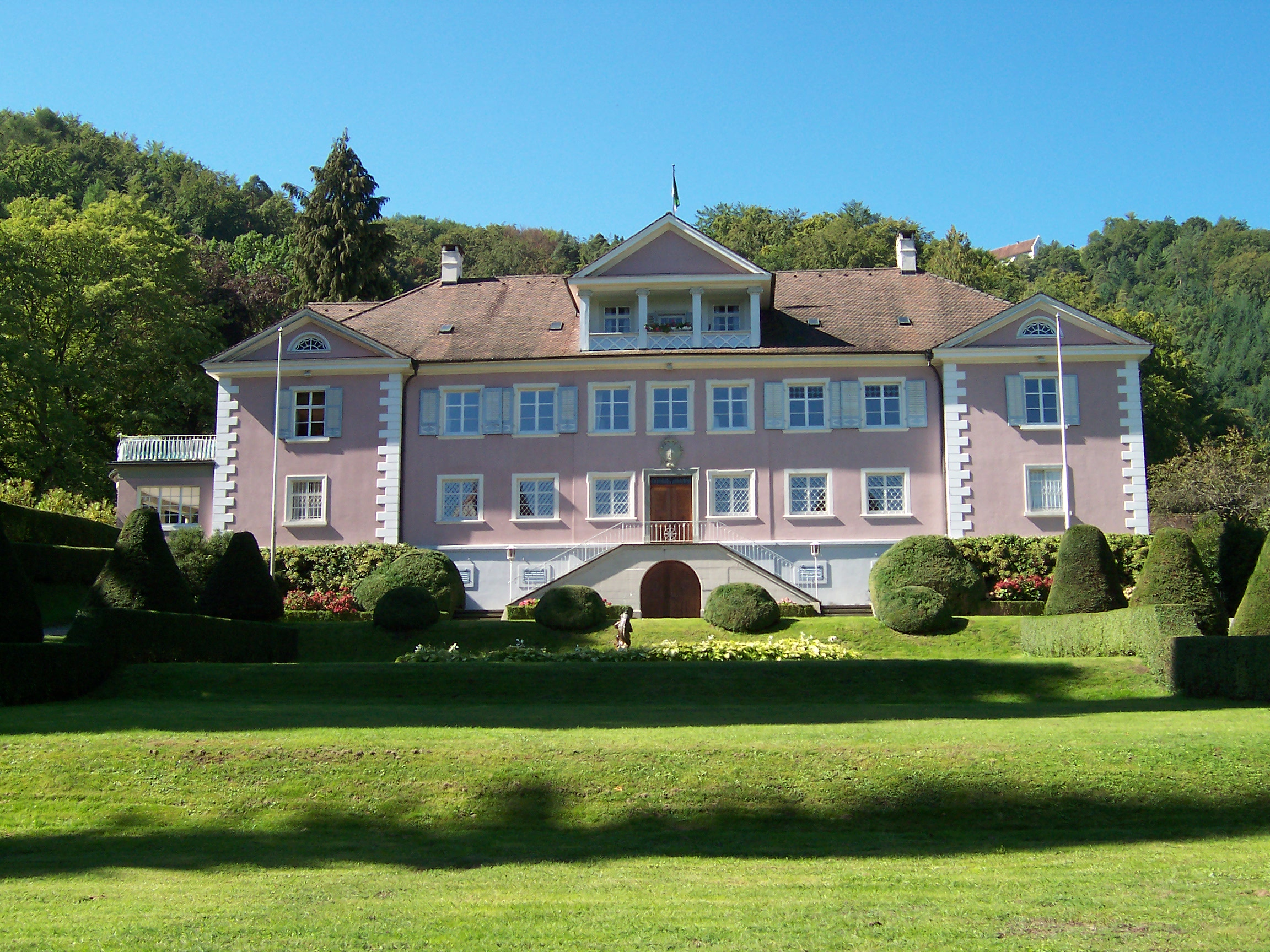
Palacio de Bodman

El palacio de Bodman se encuentra en el municipio alemán Bodman-Ludwigshafen. El primer palacio de Bodman fue un edificio barroco construido en 1757 y demolido en 1873.
El actual palacio de Bodman, también llamado nuevo palacio, está ubicado en el este de la aldea Bodman por encima de la iglesia. Fue construido en 1831 por el arquitecto Johann Baptist Wehrle en el estilo del Biedermeier.
El parque del palacio es un típico jardín inglés que puede ser visitado.